# Prosopocera zimbabwea
Prosopocera zimbabwea là một loài bọ cánh cứng trong họ Cerambycidae.